# No Time to Die (canção)
"No Time to Die" é uma canção da cantora americana Billie Eilish, gravada para a trilha sonora do filme 007 - Sem Tempo para Morrer (2020), lançada em 13 de fevereiro de 2020.

## Composição
A faixa percorre 74 BPM e está na clave de mi menor. É executada em quatro minutos e dois segundos. De acordo com Roisin O'Connor, do The Independent, a música "apresenta elementos clássicos dos temas Bond mais memoráveis, incluindo uma compilação lenta; um tema sombrio e trêmulo; e orquestração dramática". Cassie Da Costa, do The Daily Beast, disse que a música "começa com uma atmosfera de piano sombria e atmosférica antes que o alto vibrato enunciado pop de Billie entre com observações deprimentes, embora vagas, sobre amor, perda e violência".
A música apresenta arranjos orquestrais de Hans Zimmer e Johnny Marr na guitarra.

## Promoção
Em janeiro de 2020, a rede social da série James Bond anunciou Billie Eilish como intérprete da trilha sonora do próximo filme. A cantora descreveu a oportunidade como "uma grande honra", e o produtor Finneas O'Connell disse que "sentia muita sorte por participar de uma saga de filmes tão lendária". O diretor de No Time to Die, Cary Joji Fukunaga, afirmou ser fã da dupla, e os produtores do filme, Michael G. Wilson e Barbara Broccoli, disseram que a música foi "impecavelmente escrita".

## Recepção crítica
Conforme Cassie Da Costa, do The Daily Beast, a canção "Não estava ao nível de Goldfinger [...] de Shirley Bassey e You Only Live Twice por Nancy Sinatra" e acrescentou "certamente não é a melhor música de Eilish, mas nos últimos tempos a saga de Bond parece ser facilmente satisfeita". Conforme Alexa Camp, da Slant Magazine, "a atmosfera sombria e exuberante da música se alinha às trilhas sonoras anteriores do 007".

## Apresentações ao vivo
Billie Eilish cantou a música pela primeira vez em 18 de fevereiro de 2020 no Brit Awards de 2020.

## Grammy Awards 2021
A canção foi premiada na 63.ª edição do Grammy Awards no ano de 2021 na categoria Melhor Música Composta para Mídia Visual. Na ocasião, Eilish não compareceu presencialmente para receber o troféu por conta das medidas de distanciamento da COVID-19, mas agradeceu via videochamada dizendo que era um sonho estar trabalhando naquilo. Seu irmão também discursou brevemente dizendo ser muito sortudo por ser seu familiar.
Por conta dos adiamentos causados pela Covid-19, Eilish se tornou a primeira vencedora da categoria por compor para uma obra que sequer existia na época. Os cinemas fechados impediram o lançamento da película, mas o streaming garantiu que a música fosse divulgada.

## Oscar 2022
No dia 27 de março de 2022, Eilish e seu irmão Finneas levaram a estatueta na edição do Oscar do mesmo ano na categoria de Melhor Canção Original. Foi a primeira vez que a cantora recebeu um Oscar em sua carreira. Foi a terceira vez em que uma música-tema de um filme de 007 vence nessa categoria, e também a terceira vez seguida, após "Skyfall" de Adele e "Writing's on the Wall" de Sam Smith.